# Kuusalu (dorp)
Kuusalu is een plaats in de Estlandse gemeente Kuusalu, provincie Harjumaa. De plaats heeft de status van dorp (Estisch: küla).

## Bevolking
Het dorp had 259 inwoners op 31 december 2011 en 254 inwoners op 31 december 2021.

## Ligging
Ten zuiden van Kuusalu ligt een groter dorp (‘vlek’, Estisch: alevik) met dezelfde naam. Het dorp wordt meestal Kuusalu küla genoemd ter onderscheid van Kuusalu alevik, de vlek.
Bij Kuusalu staat een heilige eik, de Tülivere hiietamm. De boom is hol en in de holte kunnen twee volwassen mensen staan.

## Geschiedenis
Archeologisch onderzoek laat zien dat bij Kuusalu tussen de 9e en de 13e eeuw een fort en een nederzetting hebben gelegen. Het fort kreeg de naam Pajulinn (‘weidefort’).
Kuusalu werd in 1241 voor het eerst genoemd onder de naam Kusala. Anders dan de vlek Kuusalu, die deel uitmaakte van de landerijen van de kerk van Kuusalu, viel het dorp Kuusalu eerst onder het landgoed van Kolga en vanaf het begin van de 17e eeuw onder het landgoed van Kiiu.
In 1977 werden de vlek en het dorp Kuusalu samengevoegd. In 1997 werden de twee plaatsen weer gesplitst.

## Foto's

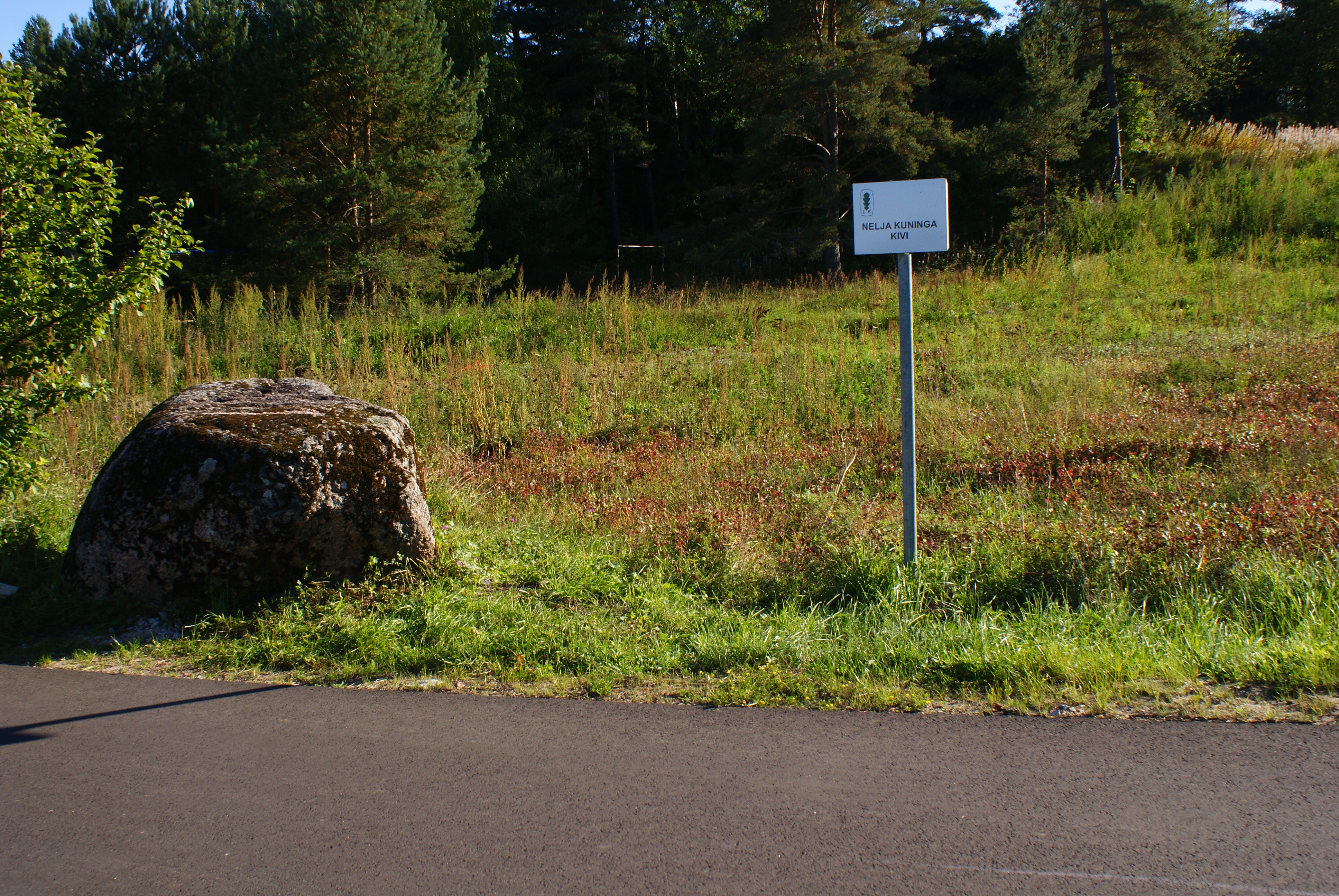
De Nelja kuninga kivi (‘Steen van de vier koningen’), een oude offersteen
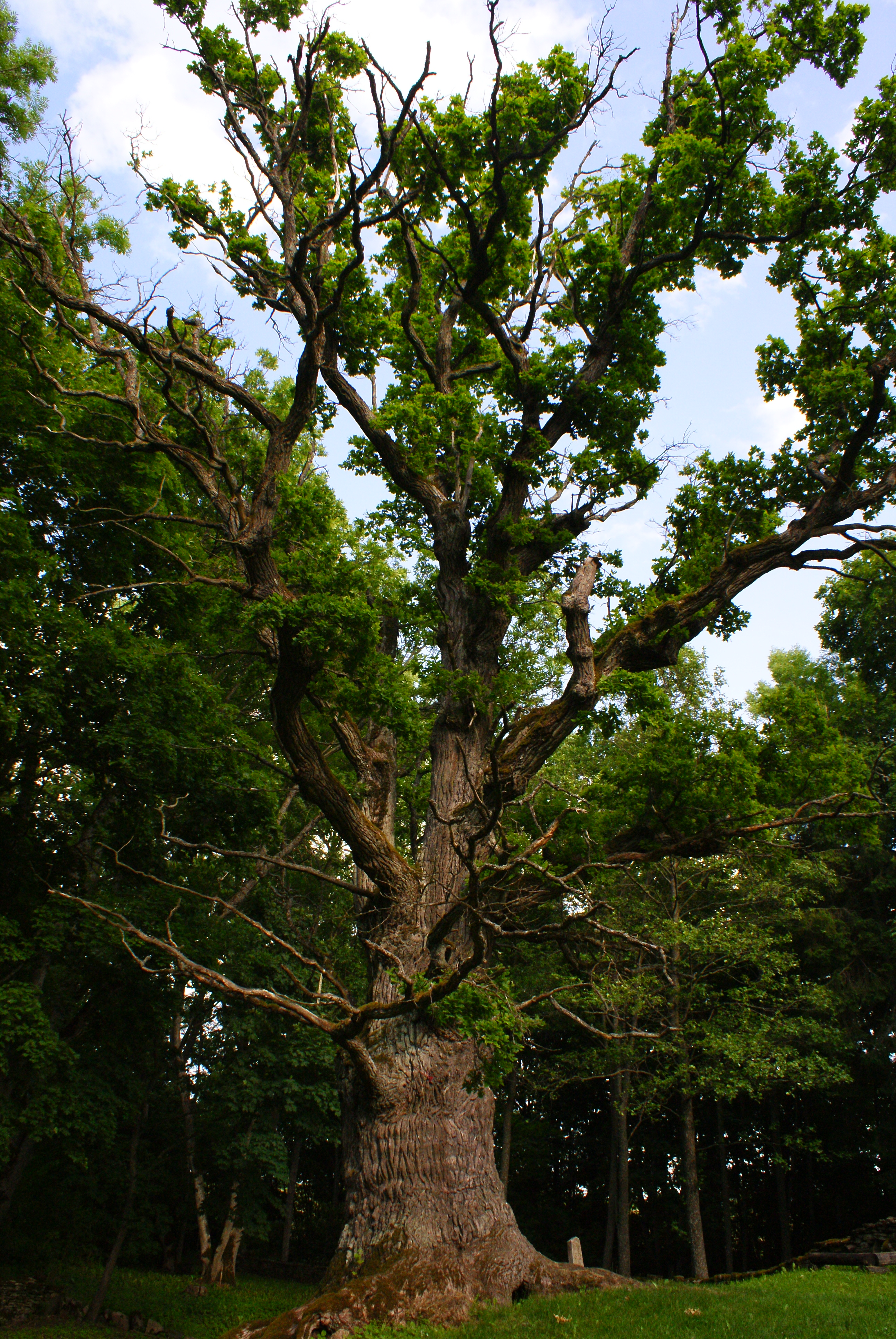
De Tülivere tamm
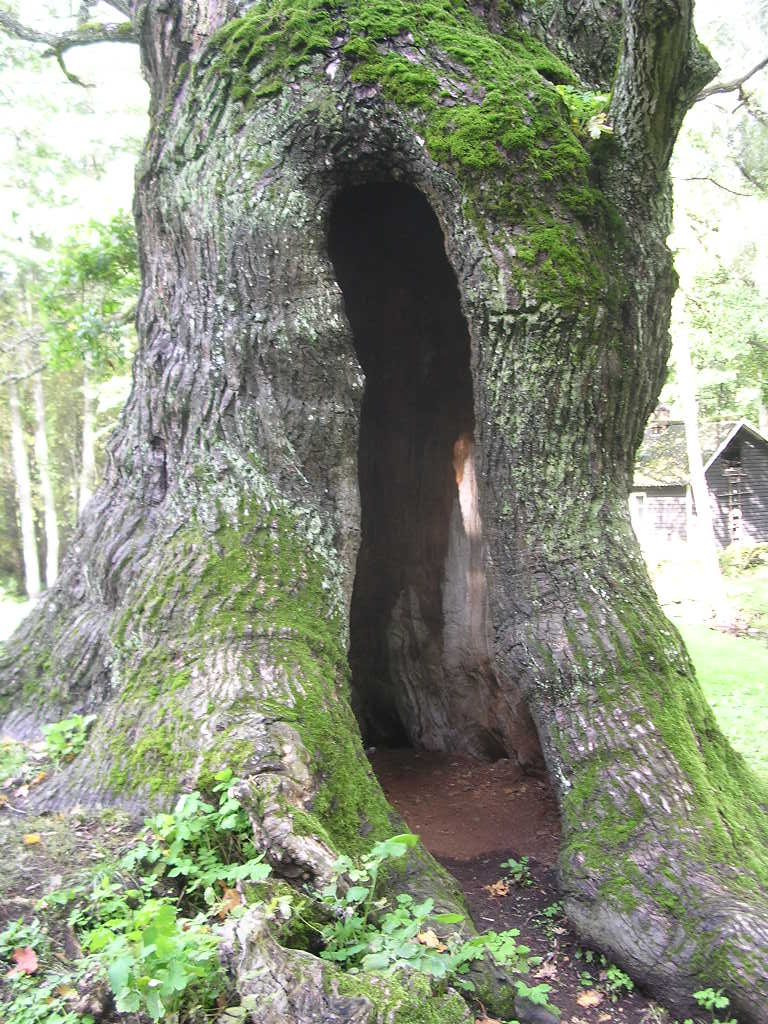
De holle stam
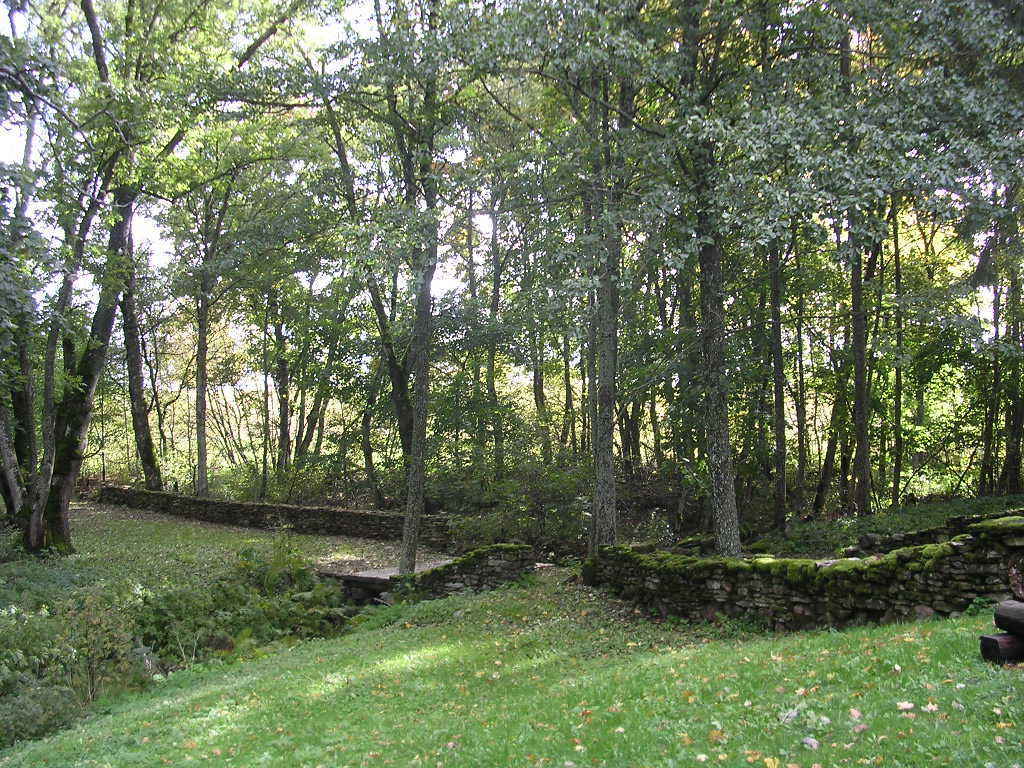
Het landschap bij de eik
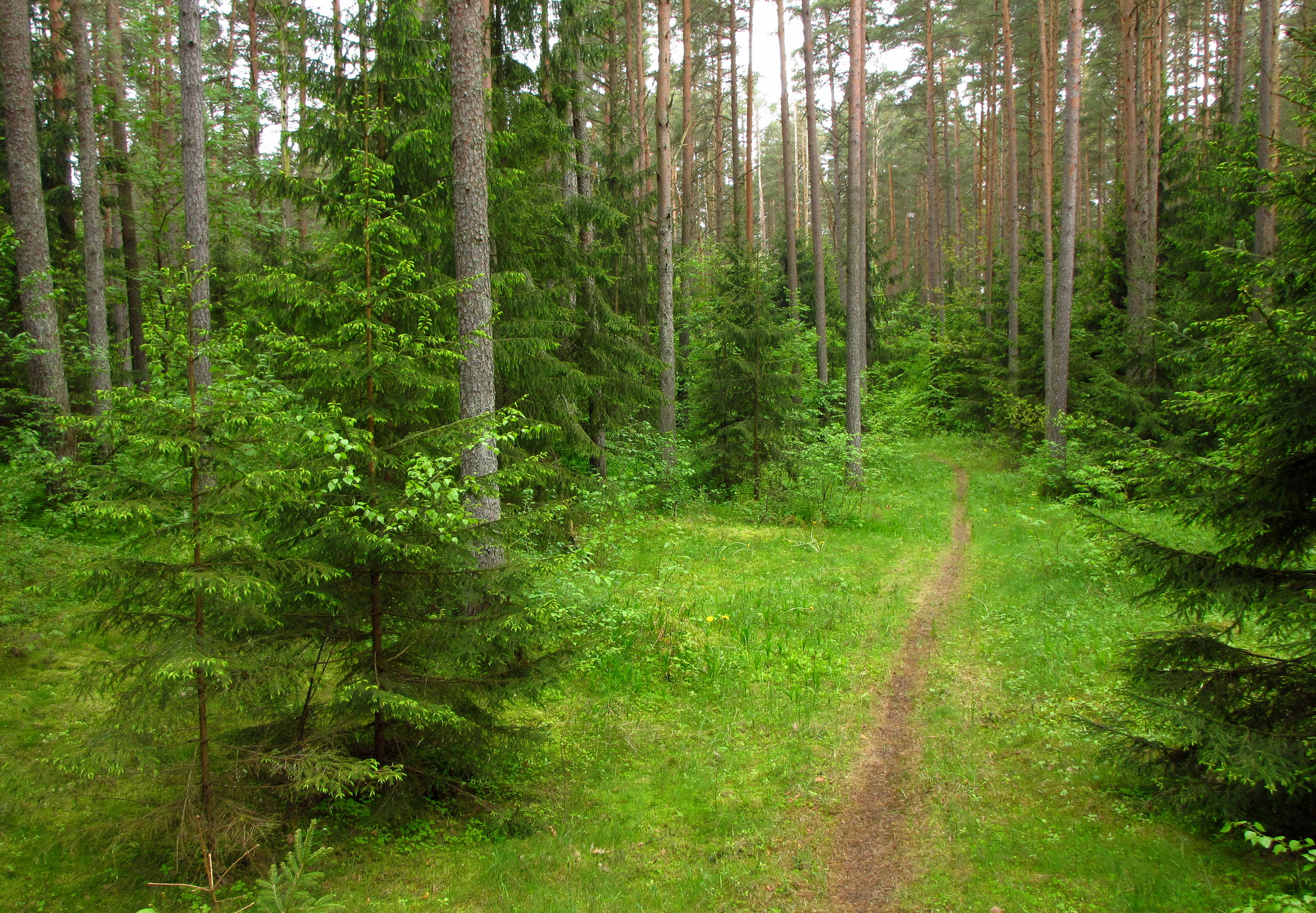
Dennenbos bij Kuusalu